# Camelopardalis A
Camelopardalis A (również Żyrafa A, EGB 3) – karłowata galaktyka nieregularna (Irr), znajdująca się w gwiazdozbiorze Żyrafy w odległości 6,5 mln lat świetlnych od Ziemi. Została odkryta w 1984 roku w trakcie analizy klisz fotograficznych programu Palomar Observatory Sky Survey identyfikacji obiektów o bardzo niskiej jasności powierzchniowej.
Nazwa EGB 3 pochodzi od pierwszych liter nazwisk G. L. Ellisa, E. T. Graysona i H. E. Bonda, którzy w ramach tego programu badawczego odkryli 10 obiektów. Spośród nich siedem okazało się mgławicami planetarnymi, jeden gwiazdą nową, a dwa galaktykami (Camelopardalis A oraz UGCA 92).
Camelopardalis A znajduje się w podobnej odległości jak galaktyka NGC 1560, z którą może być powiązana grawitacyjnie. Należy ona prawdopodobnie do grupy galaktyk Maffei, jej przynależność do Grupy Lokalnej jest wątpliwa.